# جون فاسكيز
جون فاسكيز (بالإسبانية: Johan Vázquez) هو لاعب كرة قدم مكسيكي في مركز الدفاع، ولد في 22 أكتوبر 1998 في نافويوا ‏ في المكسيك. لعب مع نادي مونتيري.

## وصلات خارجية
- جون فاسكيز على موقع قاعدة بيانات كرة القدم.إي يو (الإنجليزية)
- جون فاسكيز على موقع ليكيب (الفرنسية)
- جون فاسكيز على موقع ناشيونال فوتبول تيمز (الإنجليزية)
- جون فاسكيز على موقع Soccerway.com (الإنجليزية)
- جون فاسكيز على موقع عالم كرة القدم.نت (الإنجليزية)
- جون فاسكيز على موقع أوليمبيديا (الإنجليزية)